# James McAvoy
James Andrew McAvoy (Glasgow, Škotska, 21. travnja 1979.) škotski je glumac, najpoznatiji po ulogama u filmovima Posljednji škotski kralj, Okajanje i Tražen. Zapaženu ulogu ostvario je i u britanskoj televizijskoj seriji Shameless.

## Životopis

### Karijera
James McAvoy je 2000. godine diplomirao na Kraljevskoj Škotskoj Akademiji Glazbe i Drame (Royal Scottish Academy of Music and Drama), uglednom škotskom sveučilištu, a prvi put se na filmu pojavljuje 1995. u trileru The Near Room. Na međunarodnu se scenu probio malom ulogom u miniseriji Združena braća, producenta Stevena Spielberga, a prvu glavnu međunarodnu ulogu, lik Leta Atreidesa II, ostvario je 2003. godine u američkoj miniseriji Children of Dune. Uloga Stevea McBridea u hvaljenoj britanskoj televizijskoj seriji Shameless donosi mu nominaciju za najboljega debitanta u humorističnoj tv-seriji. Na snimanju upoznaje svoju sadašnju suprugu Anne-Marie Duff, britansku glumicu irskoga podrijetla. U dječjem filmu Narnijske kronike: Lav, vještica i ormar pojavljuje se u ulozi fauna Tumnusa.
Posljednji škotski kralj, snimljen 2006. godine, velika je prekretnica za mladoga škotskog glumca. U njemu glumi bok uz bok s Forestom Whitakerom, dobitnikom Oscara za glavnu mušku ulogu u dotičnome filmskom ostvarenju. Riječ je o adaptaciji Fodenova romana The Last King of Scotland, temeljena na stvarnim događajima u Ugandi za vrijeme diktature predsjednika Idija Amina 70-ih godina 20. stoljeća. McAvoy je utjelovio lik izmišljenoga škotskog doktora Nicholasa Garrigana, Aminova osobnoga liječnika. Ova mu je filmska rola donijela čak četiri nominacije za najboljega glumca.
Iste godine, 2006., McAvoy je snimio još dva filma u kojima ima glavnu ulogu. To su komedija Starter for Ten te romantična komedija Penelope. Radnja filma Starter for Ten smještena je u 1985. godinu i prati (ne)zgode nadarenog Briana (James McAvoy) iz radničke obitelji na njegovoj prvoj studentskoj godini na sveučilištu u Bristolu. Brian je od malih nogu veliki ljubitelj kviza University Challenge, stvarne i vrlo popularne britanske emisije koja se dugo godina uspješno prikazivala na televiziji. Dolaskom na studij, štreber Brian se pridružuje fakultetskom timu Bristol University Challenge, koji čine i dvije vrlo zanimljive djevojke. Producent filma je Tom Hanks, a sam film je iznimno dobro prihvatila europska, ali i američka publika. U Hrvatskoj se još nije pojavio ni u kinima niti u videotekama. U romantičnoj komediji Penelope vještica baci kletvu na obitelj Wilhern zbog koje mlada i dobrodušna Penelope (glumi je Christina Ricci) pati cijeloga života. Naime, rodila se s groznim svinjskim nosom koji je nemoguće estetski uljepšati, a kletva će biti skinuta u trenutku kad je neki mladić istoga socijalnoga statusa zaprosi. Na Penelopenu nesreću, svi je mladići u širokom luku izbjegavaju, sve dok se ne pojavi Max. Uloga dotičnog Amerikanca pripala je Škotu McAvoyu.  
James McAvoy 2007. godine ostvaruje glavne uloge u filmovima Okajanje i Priča o Jane Austen. Okajanje je nastalo adaptacijom hvaljena romana britanskoga pisca Iana McEwana, a u filmu glumačko društvo McAvoyu prave Keira Knightley i Vanessa Redgrave. Radnja filma započinje jednoga ljetnog dana 1935. na ladanjskom imanju obitelji Tallis. Robbie (McAvoy) i Cecilia (Knightley), prijatelji iz djetinjstva, nakon povratka s Cambridgea shvaćaju da su zaljubljeni jedno u drugo te prelaze granicu prijateljstva. Cijeli dan ih promatra Cecilijina 13-godišnja sestra Briony, čija će bujna mašta i dječji egoizam pogrešno protumačiti niz događaja te do kraja dana stubokom promijeniti živote glavnih junaka. Do kraja vlastita života Briony će se boriti s grižnjom savjesti zbog počinjene nepravde i nastojati pridobiti okajanje za svoje dječje ponašanje. Film je sniman na lokacijama u Velikoj Britaniji i Francuskoj. Zahvaljujući ulozi Robbieja Turnera McAvoy je nominiran za Zlatni globus u kategoriji najboljega glavnog glumca. Okajanje je u Hrvatskoj premijerno prikazano 25. listopada 2007. na Zagrebačkom filmskom festivalu. Zagrebačka je publika tako imala priliku pogledati film kao 11. zemlja po redu, gotovo dva mjeseca prije američke premijere. Film Okajanje je početkom 2008. osvojio Zlatni globus u kategoriji najboljega filma, zatim BAFTA-u, a potom je u istoj kategoriji nominiran i za Oscara.  
Priča o Jane Austen govori o navodnoj ljubavi britanske spisateljice Jane Austen i mladoga irskog pravnika Thomasa Lefroyja. Prema nekim proučavateljima Janeina spisateljskog rada i života upravo je gospodin Lefroy poslužio kao inspiracija za stvaranje književnoga lika gospodina Darcyja u romanu Ponos i predrasude. Thomasa Lefroya na filmskom je platnu utjelovio James McAvoy, a britansku književnicu Amerikanka Anne Hathaway, publici poznata iz filmova Princezini dnevnici 1 i 2 te Vrag nosi Pradu.
Škotski je glumac završio sa snimanjem akcijskoga filma Tražen, nastalog na temelju stripa. Osim što je nositelj filma kao glavni glumac, u njemu glumi bok uz bok s oskarovcima Morganom Freemanom i Angelinom Jolie. Film Tražen se u svjetskim kinima počeo prikazivati u lipnju 2008. godine.
Šuška se da bi mladi Škot mogao zaigrati u biografskom filmu o pokojnome pjevaču grupe Nirvana, Kurtu Cobainu, glumeći upravo njega. Također, redatelj Okajanja, Joe Wright, razmišlja o tome da McAvoyu dodijeli jednu od glavnih uloga u svojoj ekranizaciji Austenina romana Ponos i predrasude.

### Privatni život
James McAvoy je od listopada 2006. godine u braku s devet godina starijom glumicom Anne-Marie Duff. Upoznali su se na snimanju serije Shameless u kojoj su njihovi likovi, Steve i Fiona, ljubavni par. Jamesovi roditelji su se rastali kad je njemu bilo 7 godina i tada odlazi živjeti s majčinim roditeljima. Kao dijete, pohađajući katoličku srednju školu, razmišlja o tome da se zaredi, a kasnije i o odlasku u mornaricu. Sestra Joy pjevačica je u škotskom ženskom bendu Streetside. Nakon odrastanja u Glasgowu McAvoy se s 20 godina seli u London. 
Svira klavir, gitaru i bubnjeve te pjeva. S 18 je godina u životopisu napisao da je vrsni boksač, akrobat i gutač vatre, no u jednom je intervjuu priznao da je to sve izmislio kako bi lakše dobio posao. Veliki je obožavatelj nogometa i navija za Glasgow Celtic. U slobodno vrijeme čita znanstvenu fantastiku, a najdraži film iz djetinjstva mu je Spielbergov The Goonies.

## Uloge

### Filmografija
- Perrier's Bounty (film je u pretprodukciji, 2008.)
- The Last Station (snima se, 2008.) -  Valentin Bulgakov
- Tražen (Wanted, 2008.) - Wesley Gibson
- Okajanje (Atonement, 2007.) - Robbie Turner
- Priča o Jane Austen (Becoming Jane, 2007.) - Thomas Lefroy
- Starter for Ten (2006.) - Brian Jackson
- Penelope (2006.) - Max
- Posljednji škotski kralj (The Last King of Scotland, 2006.) - liječnik Nicholas Garrigan
- Narnijske kronike: Lav, vještica i ormar (The Chronicles of Narnia: The Lion, the Witch and the Wardrobe, 2005.) - faun Tumnus
- Macbeth (tv-film, 2005.) - Joe Macbeth
- Inside I'm Dancing (2004.) - Rory O'Shea
- Wimbledon (2004.) - Carl Colt
- Bright Young Things (2003.) - Simon Balcairn
- Bollywood Queen (2002.) - Jay
- White Teeth (tv-film, 2002.) - Josh
- Swimming Pool (2001.) - Mike
- Lorna Doone (tv-film, 2000.) - narednik Bloxham
- Regeneration (1997.) - Anthony Balfour
- An Angel Passes By (tv-film, 1997.) - dječak iz susjedstva
- The Near Room (1995.) - Kevin

### Serije
- ShakespeaRe-Told (glumio je u jednoj epizodi, 2005.) - Joe Macbeth
- Shameless (13 epizoda, 2004-2005.) - Steve McBride
- State of Play (pet epizoda, 2003.) - Dan Foster
- Early Doors (četiri epizode, 2003.) - Liam
- Children of Dune (miniserija, 2003.) - Leto Atreides II
- Foyle's War (jedna epizoda, 2002.) - Ray Pritchard
- Inspektor Lynley (jedna epizoda, 2002.) - Gowan Rose
- Združena braća (miniserija, 2001.) - vojnik James Miller
- Ubojstvo u mislima (jedna epizoda, 2001.) - Martin Vosper
- The Bill (jedna epizoda, 1997.) - Gavin Donald

### Kazalište
- Breathing Corpses, Royal Court Theatre (2005.) - Ben
- Privates on Parade, Donmar Warehouse (2001-2002.) - vojnik Steven Flowers
- Out in the Open, Hampstead Theatre (2001.) - Iggy
- Lovers, Royal Lyceum Theatre - Joe
- The Reel of the Hanged Man, Traverse Theatre (2000.) - Gerald
- Romeo i Julija, The Courtyard Hereford (2000.) - Romeo
- Ljepotica i zvijer, Adam Smith Theatre (pantomima, 1999-2000.) - Bobby
- Priča sa zapadne strane, The Courtyard Hereford (1999.) - Riff
- Romeo i Julija, The Courtyard Hereford (1999.) - Romeo
- Oluja, Brunton Theatre - Ferdinand

## Priznanja
- Nagrade BAFTA
  - 2008. - nominiran za BAFTA-u u kategoriji najboljega glavnog glumca u filmu Okajanje
  - 2007. - osvojio škotsku BAFTA-u u kategoriji najboljega glumca u Posljednjem škotskom kralju
  - 2007. - nominiran za BAFTA-u u kategoriji najboljega sporednog glumca u filmu Posljednji škotski kralj
  - 2006. - osvojio nagradu Orange Rising Star za najboljega debitanta

- Britanske komedijske nagrade
  - 2004. - nominiran u kategoriji najboljega debitanta u humorističnoj tv-seriji za Shameless

- Nagrade Britanskoga nezavisnog filma
  - 2006.- nominiran u kategoriji najboljega glumca u filmu Posljednji škotski kralj

- Filmski festival u Cannesu
  - 2007. - osvojio Chopard Trophy u kategoriji muškoga filmskog otkrića

- Nagrade Empire
  - 2008. - osvojio nagradu Empire za najboljega glumca u filmu Okajanje
  - 2006. - nominiran za najboljega novog glumca u filmu Narnijske kronike: Lav, vještica i ormar

- Europske filmske nagrade
  - 2007. - nominiran u kategoriji najboljega glumca u filmu Posljednji škotski kralj

- Zlatni globusi
  - 2008. - nominiran za Zlatni globus u kategoriji najbolje muške filmske izvedbe u drami za film Okajanje

- Nagrade Londonskoga kruga filmskih kritičara
  - 2008. - nominiran u kategoriji britanskoga glumca godine za film Okajanje
  - 2007. - nominiran u kategoriji britanskoga glumca godine za Posljednjeg škotskog kralja
  - 2006. - nominiran u kategoriji britanskoga sporednog glumca godine za Narnijske kronike: Lav, vještica i ormar
  - 2005. - nominiran u kategorijama glumca godine te britanskoga glumca godine za film Inside I'm Dancing

## Vanjske poveznice
- James McAvoy u internetskoj bazi filmova IMDb-u (engl.)
- http://www.james-mcavoy.net/  Arhivirana inačica izvorne stranice od 1. siječnja 2008. (Wayback Machine)